# ريمي دي جريجوريو
ريمي دي جريجوريو (بالفرنسية: Rémy Di Grégorio) ولد بتاريخ 31 يوليو 1985 في مارسيليا، هو دراج فرنسي في صنف سباق الدراجات على الطريق.

## روابط خارجية
- ريمي دي جريجوريو على موقع الاتحاد الدولي للدراجات (الإنجليزية)
- ريمي دي جريجوريو على موقع أرشيف الدراجات (الإنجليزية)
- ريمي دي جريجوريو على موقع إحصائيات الدراجات الإحترافية (الإنجليزية)
- ريمي دي جريجوريو على موقع نسبة الدراجات (الإنجليزية)
- ريمي دي جريجوريو على موقع CycleBase (الإنجليزية)